# Одибон (тауншип, Миннесота)
Одибон (англ. Audubon) — тауншип в округе Бекер, Миннесота, США. На 2000 год его население составило 416 человек.

## География
По данным Бюро переписи населения США площадь тауншипа составляет 91,7 км², из которых 83,8 км² занимает суша, а 7,9 км² — вода (8,59 %).

## Демография
По данным переписи населения 2000 года здесь находились 416 человек, 162 домохозяйства и 129 семей.  Плотность населения —  5,0 чел./км².  На территории тауншипа расположено 224 постройки со средней плотностью 2,7 построек на один квадратный километр. Расовый состав населения: 97,12 % белых, 0,72 % коренных американцев и 2,16 % приходится на две или более других рас.
Из 162 домохозяйств в 32,1 % воспитывались дети до 18 лет, в 69,1 % проживали супружеские пары, в 7,4 % проживали незамужние женщины и в 19,8 % домохозяйств проживали несемейные люди. 18,5 % домохозяйств состояли из одного человека, при том 8,0 % из — одиноких пожилых людей старше 65 лет. Средний размер домохозяйства — 2,57, а семьи — 2,88 человека.
28,1 % населения — младше 18 лет, 4,3 % — в возрасте от 18 до 24 лет, 25,0 % — от 25 до 44, 28,1 % — от 45 до 64, и 14,4 % — старше 65 лет. Средний возраст — 39 лет. На каждые 100 женщин приходилось 95,3 мужчин.  На каждые 100 женщин старше 18 приходилось 102,0 мужчин.
Средний годовой доход домохозяйства составлял 40 000 долларов, а средний годовой доход семьи —  46 458 долларов. Средний доход мужчин —  25 179  долларов, в то время как у женщин — 28 750. Доход на душу населения составил 20 650 долларов. За чертой бедности находились 4,9 % семей и 9,3 % всего населения тауншипа, из которых 14,9 % младше 18 и 14,0 % старше 65 лет.